# FANUC

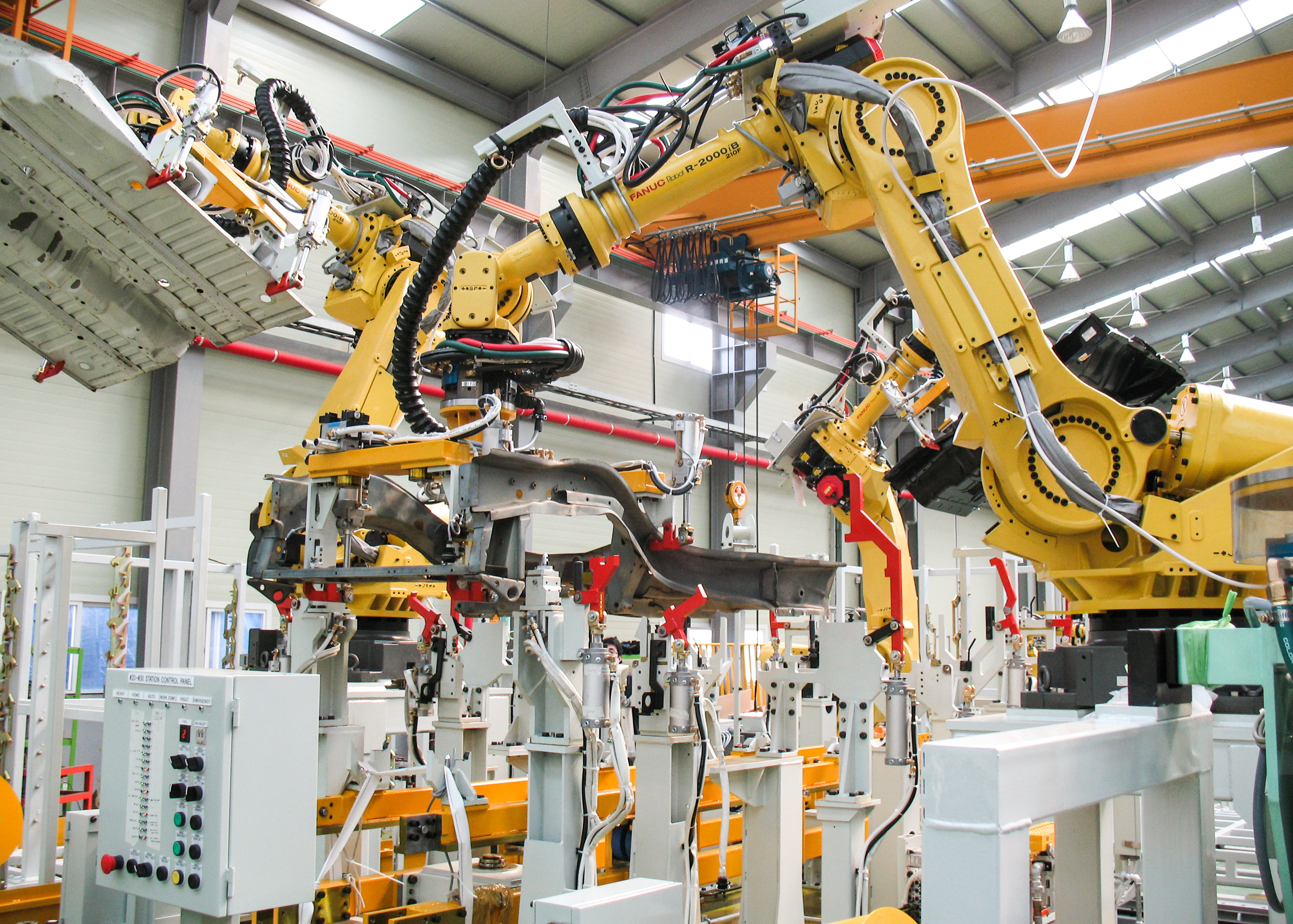
Робот компанії FANUC у дії.

FANUC (яп. ファナック株式会社) — японська компанія, виробник ЧПК і систем промислової автоматизації, а також промислових роботів. Назва компанії являє собою акронім від Factory Automation NUmerical Control («Автоматизація технологічних процесів і Числове керування»),

## Історія
Історія компанії бере свій початок з 1956 року, коли була заснована «FUJITSU Fanuc» — дочірня компанія концерну «Fujitsu». Основною діяльністю компанії була розробка технологій числового програмного керування, ЧПК (англ. Numerical Control, NC). Головою компанії був обраний доктор наук Сеюмон Інаба (Seiuemon Inaba).
В 1972 році компанія була перейменована в «FUJITSU FANUC LTD» і відділена від концерну «FUJITSU LTD». До 1974 року був розроблений перший промисловий робот і успішно впроваджений на власному виробництві компанії «FANUC». У цьому ж році доктор Інаба стає президентом «FUJITSU FANUC LTD».
В 1977 році компанія починає експансію на зовнішні ринки — заснована корпорація «FANUC USA», в наступному, 1978 році — закладена «FANUC EUROPE SA».
В 1982 році компанія змінила назву з «FUJITSU FANUC Ltd» на «FANUC Ltd.»
1986 рік був ознаменований початком кооперації з компанією «General Electric», результатом чого стало спільне підприємство «GE Fanuc Automation Corporation», більш відомого як «FANUC GE CNC». Перед компанією стояло завдання розробки технологій ЧПК і виходу на лідируючі позиції на світовому ринку.
Компанія «FANUC» в 1989 році оголосила про створення «FANUC FA & Robot Foundation»- фонду, основною діяльністю якого і донині є стимулювання розвитку технологій автоматизації технологічних процесів, особливо, з використанням обробних верстатів з ЧПК, промислових машин і роботів-маніпуляторів.
В 1992 році, продовжуючи політику завоювання нових ринків, компанія «FANUC» спільно з «Beijing Machine Tool Research Institute of the Ministry of Machinery Industry of China» оголосили про створення «Beijing-FANUC Mechatronics Co., Ltd». У цьому ж році спільно з місцевими компаніями була заснована «FANUC India Ltd.».
В 1993 в Люкскмбурзі була заснована компанія «FANUC Robotics Europe SA» — європейська штаб-квартира робототехнічного підрозділу компанії «FANUC».
У період з 2003 по 2008 були відкриті 11 європейських представництв компанії «FANUC Robotics» (Бельгія, Велика Британія, Угорщина, Німеччина, Італія, Іспанія, Польща, Росія, Франція, Чехія та Швейцарія).
До 2003 компанія «FANUC Robotics» встановила 20 000 роботів на території Європи.
До 2008 було встановлено 200 000 роботів по всьому світу.
В 2009 році було оголошено про припинення діяльності компанії «FANUC GE CNC», яка успішно пропрацювала до кінця року і про заснування компаній «FANUC CNC Europe» і «FANUC CNC America», що стали приймачами корпорації «FANUC GE CNC».
На початку 2014 року розпочало свою діяльність перше офіційне представництво «ФАНУК УКРАЇНА» в Києві. В 2014 році також відкрилось предстаництво в місті Дніпропетровськ. На сьогоднішній день в Україні інстальовано більше 130 промислових роботів, працює 800 верстатів з ЧПК та 10 високотехнологічних промислових машин виробництва «FANUC».